# Автомагістраль Р21 (Росія)

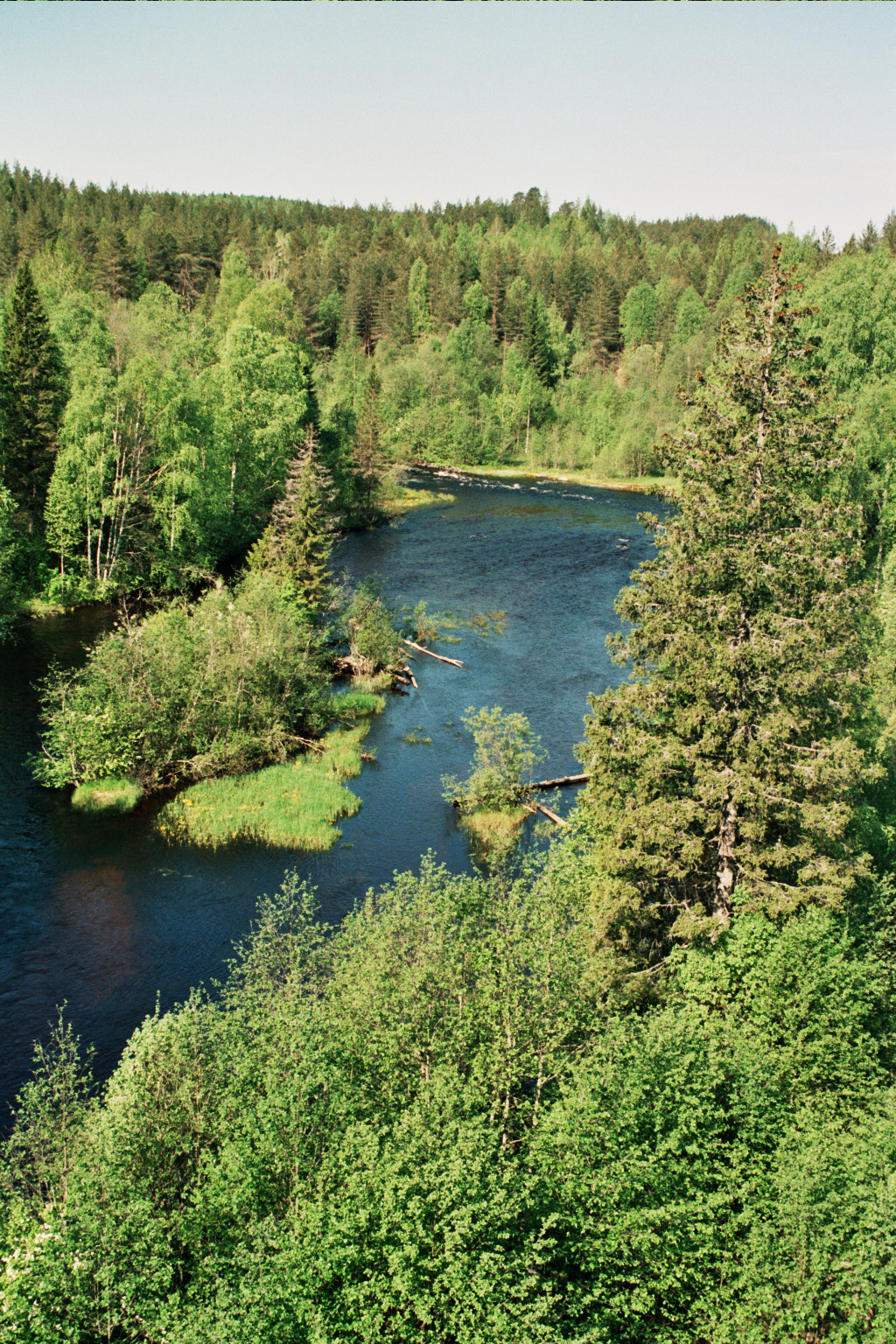
Типовий ландшафт на трасі М18 в Карелії. Перетин трасою М18 річки Кумса.

Автошлях Р21 «Ко́ла»  (до 31 грудня 2017 застосовувався також колишній обліковий номер — «М18») — автомобільна дорога федерального значення Санкт-Петербург — Петрозаводськ — Мурманськ — Борисоглебський. Довжина автомагістралі — приблизно 1592 км (цифра постійно змінюється після випрямлення ділянок). Входить до європейського маршруту E105 Кіркенес — Ялта. Стикується з  E06 та автомагістраллю .

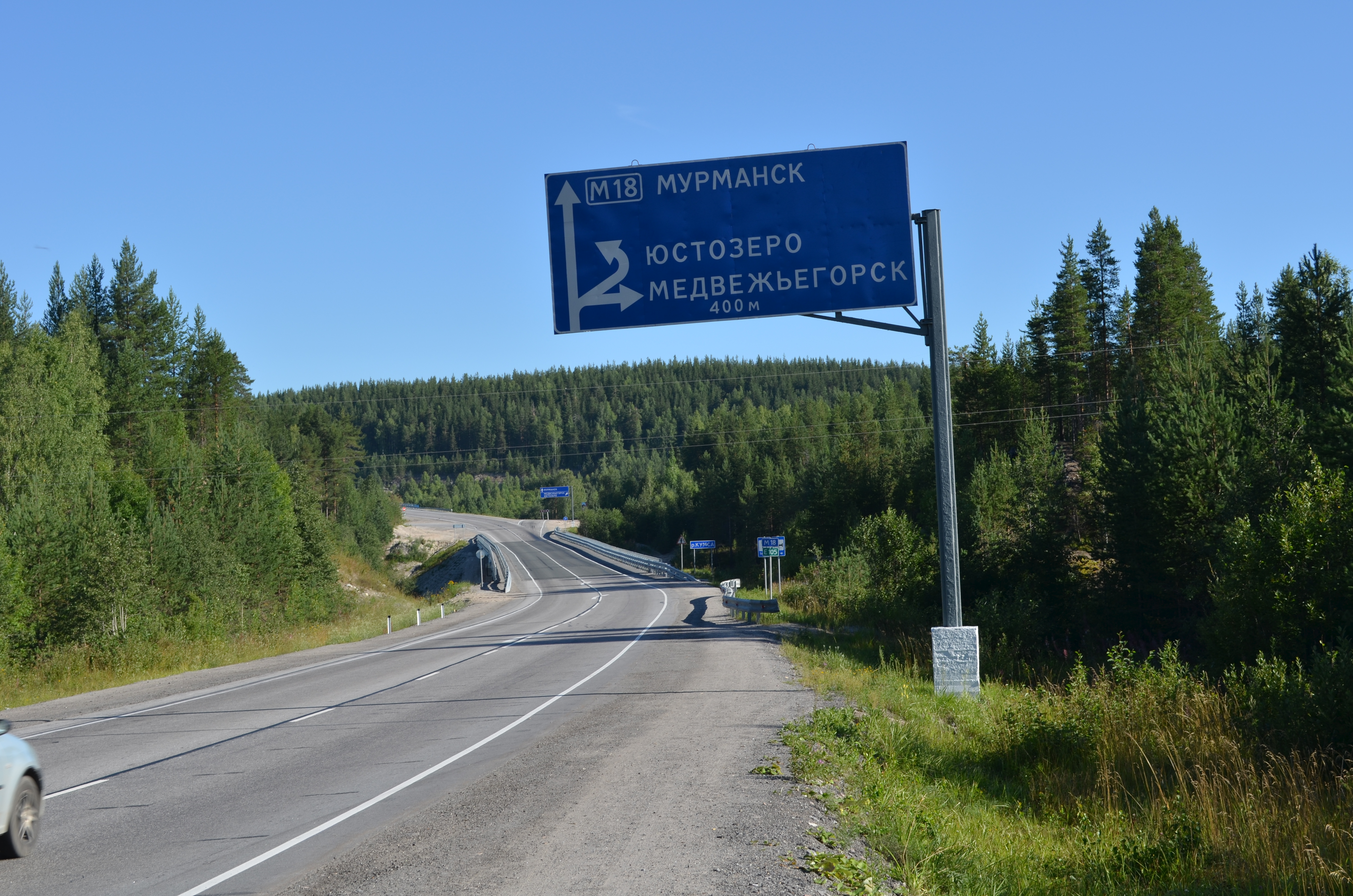
Автодорога поблизу міста Медвеж'єгорська.

Дільницю дороги, що проходить територією Ленінградської області, що починається від шляхопроводу «Нева», прямує Народною вулицею Санкт-Петербурга, часто називають Мурманським шосе. 
Дільницю дороги, що проходить територією Мурманської області, часто називають Ленінградським шосе (за «старою назвою Санкт-Петербурга»).

## Маршрут
000 km – Санкт-Петербург
Ленінградська область
020 km – Всеволожськ, перетин A129
000Перетин Неви
039 km – Шліссельбург
073 km – Назія
121 km – Нова Ладога, відгалуження на A114 та A115
000Перетин Волхова
000Перетин річки Сясь
138 km – Сясьстрой
177 km – Паша
229 km – Лодєйне Поле
000Перетин річки Свір
Республіка Карелія
276 km – Олонець, відгалуження на A130
374 km – Пряжа
426 km – Петрозаводськ, відгалуження на A133
449 km – Шуя
491 km – Спаська Губа
527 km – Гірвас
564 km – Юстозеро, відгалуження на A132
633 km – Медвеж'єгорськ
658 km – Массельгська
703 km – Уросозеро
730 km – Сегежа
763 km – Кочкома, відгалуження на A134
808 km – Пушной (на Бєломорськ)
854 km – Подужемська ГЕС
865 km – Кем, відгалуження на A135
1019 km – Лоухі, відгалуження на A136
Мурманська область
1169 km – Кандалакша
1216 km – відгалуження на Ковдор
1246 km – відгалуження на Апатити
1280 km – Мончегорськ
1310 km – Оленегорськ
1335 km – Пулозеро
1415 km – відгалуження до центру Мурманська
1417 km – Кола
1463 km – відгалуження на Ура-губа Баренцеве море
1517 km – Печенга
1517 km – Заполярний
1553 km – Пункт контролю Борисоглебськ